# 鉄仏寺 (湖州市)
鉄仏寺（てつぶつじ）は、中華人民共和国浙江省湖州市呉興区労動路中段192号にある仏教寺院。

## 歴史
鉄仏寺は唐の開元年間（713年 - 741年）に建立された。北宋の天聖3年（1025年）、僧の鑑真は鉄観音像を鋳造した。明の洪武2年（1369年）に現在地に移転した。宣徳8年（1433年）、僧の曇璧はまた大鉄仏像三尊を鋳造した。
文化大革命で鉄仏寺は工場に改築され、3体の鉄仏像が溶かされ、鉄観音像だけが生き残った。1978年に、政府は資金を投下し仏寺の再建を行いました。

## 伽藍
牌坊、前広場、天王殿、鐘楼、鼓楼、前殿（観音殿）、後殿（鉄仏殿、或いは大雄宝殿）

## 重要文化財
- 北宋の鉄観音像
- 日本の宝永2年（1706年、清の康熙45年）の銅鐘、高さ1.6メートル、重さ1.5トン
- 唐の会昌3年（843年）の仏頂尊勝陀羅尼経幢
- 元の趙孟頫の『天寧万寿禅寺』石碑